# Zelotes exiguus
Zelotes exiguus este o specie de păianjeni din genul Zelotes, familia Gnaphosidae. A fost descrisă pentru prima dată de Müller și Schenkel, 1895. Conform Catalogue of Life specia Zelotes exiguus nu are subspecii cunoscute.